# Lille sjö (Oderljunga socken, Skåne)
Lille sjö är en sjö i Perstorps kommun i Skåne och ingår i Rönne ås huvudavrinningsområde.